# Brenda Song
Brenda Song (sinh ngày 27 tháng 3 năm 1988) là một nữ diễn viên người Mỹ. Sinh ra ở California, Song bắt đầu sự nghiệp với nghề người mẫu nhí năm lên sáu tuổi. Cô có vai đầu tay với vai khách mời trong loạt phim hài kịch tình huống Thunder Alley (1995) rồi tiếp tục diễn xuất trong các bộ phim truyền hình thiếu nhi Fudge (1995) và bộ phim truyền hình 100 Deeds for Eddie McDowd (1999) của Nickelodeon. Cô tham gia phim điện ảnh gốc của Disney Channel là The Ultimate Christmas Present (2000), giúp cô giành được một giải Young Artist Award. Sau đó cô ký hợp đồng với Disney Channel và được đông đảo khán giả công nhận nhờ thủ vai nhân vật tiêu đề trong phim hành động Wendy Wu: Homecoming Warrior (2006) và London Tipton trong loạt phim hài The Suite Life (2005–2011), qua đó đem về cho cô những lời tán dương và hai giải Young Hollywood Award. Ngoài ra cô còn diễn nhân vật Tia trong Phil of the Future (2004–2005), sắm vai trong phim điện ảnh truyền hình Get a Clue (2002) và phim hài Stuck in the Suburbs (2004).
Song dần chuyển sang các vai diễn đại chúng hơn bằng tác phẩm điện ảnh chính kịch tiểu sử được giới phê bình ngợi khen The Social Network (2010) và tiếp tục diễn xuất trong bộ phim truyền hình chính kịch giật gân Scandal (2012–2013) của ABC, loạt phim hài kịch tính huống New Girl và Dads (2013) của Fox. Tháng 10 năm 2014, cô ký hợp đồng giữ chân tài năng với Fox và 20th Century Fox Television, rồi kế đến được chọn diễn trong nhiều tập thí điểm truyền hình của NBC và CBS, gồm loạt phim chính kịch y khoa Pure Genius (2016–2017) và loạt phim hành động Station 19 (2018–2020). Cô sắm vai lồng tiếng Anne Boonchuy trong loạt phim dài tập Amphibia (2019–2022) của Disney Channel và vai Madison Maxwell trong loạt phim hài-chính kịch Dollface (2019–2022) của Hulu. Cô còn diễn chính trong phim hài lãng mạn Angry Angel (2017), tác phẩm giật gân tâm lý Secret Obsession (2019), phim điện ảnh hài-chính kịch Changeland (2019) và phim hài lãng mạn Love Accidentally (2022). Cô cũng tham gia trò chơi video kinh dị The Quarry (2022).

## Thân thế
Brenda Song sinh ngày 27 tháng 3 năm 1988 tại Carmichael, California, vùng ngoại ô Sacramento; cô có cha là người dân tộc Thái đến từ Bangkok và mẹ là người dân tộc H'Mông Thái đến từ Chiang Mai. Ông bà nội cô xuất thân từ họ Hùng (熊; Xyooj trong tiếng H'Mông), song đổi họ thành Song sau khi đặt chân đến Hoa Kỳ. Cha mẹ cô sinh ra ở Thái Lan và gặp nhau lúc trưởng thành ở Sacramento. Cha cô làm giáo viên còn mẹ cô làm nội trợ. Cô có hai em trai tên là Timmy và Nathan Song.
Năm lên sáu tuổi, Song cùng mẹ chuyển đến Los Angeles, California, để hỗ trợ sự nghiệp diễn xuất của cô; hai năm sau thì cả gia đình chuyển nốt đến đây. Lúc còn là thiếu nữ, Song muốn học ba lê, còn em trai cô thì muốn học taekwondo. Cô chia sẻ, "Mẹ tôi chỉ muốn đưa chị em tôi đến chung một chỗ," vì thế họ chọn môn võ taekwondo. Mặc dù Song khóc suốt buổi học đầu tiên, giờ đây cô đã nắm giữ đai đen của môn taekwondo. Song được vinh danh là Học giả Toàn Mỹ (All-American Scholar) năm lên lớp chín. Cô học tại nhà và lấy bằng tốt nghiệp trung học năm 16 tuổi, rồi theo học tại một trường đại học cộng đồng. Cô tốt nghiệp Đại học California, Berkeley vào năm 2009, với chuyên ngành chính là tâm lý học và chuyên ngành phụ là kinh doanh.

## Sự nghiệp

### 1995–2004: Tác phẩm đầu tiên và nghề diễn viên nhí
Song bắt đầu tham gia giới giải trí với nghề người mẫu nhí ở San Francisco sau khi đại diện của một trường người mẫu phát hiện ra cô tại trung tâm mua sắm. Cô bắt đầu diễn xuất năm lên năm hoặc sáu tuổi trong một quảng cáo Little Caesars và một quảng cáo của Barbie. Vai diễn đầu tay của cô nằm ở Requiem (1995), một bộ phim ngắn sinh viên AFI của nữ diễn viên Elizabeth Sung. Sung kể lại: "Cô ấy tự tin đến [thử vai]. Cổ rất tập trung và quá rõ là cổ yêu thích những gì mình đang làm. Bộ phim kể về một nữ bồi bàn/vũ công tên Fong nhớ về người anh trai yêu quý và tuổi thơ nhuốm màu vui lẫn buồn của họ ở Hồng Kông. Song (lúc ấy bảy tuổi) diễn phiên bản nhí của "Fong", còn bản người trưởng thành do Tamlyn Tomita thể hiện. Tác phẩm đã giành một Giải Kim Ưng của CINE. Cô xuất hiện trong một phim ngắn nữa mà Elizabeth Sung làm đạo diễn có tên The White Fox. Kế đến Song có mặt trong hai tập của chương trình truyền hình Thunder Alley và diễn chính trong bộ phim truyền hình thiếu nhi Fudge (trong phim cô thủ vai Jenny). Tác phẩm phim chiếu rạp đầu tiên của cô là Santa with Muscles, bộ phim độc lập ra mắt năm 1996 có sự tham gia diễn xuất của đô vật chuyên nghiệp Hulk Hogan.
Sau một vai nhỏ trong Leave It to Beaver (1997), cô xuất hiện trong loạt phim truyền hình 100 Deeds for Eddie McDowd của Nickelodeon; cô thủ vai Sariffa Chung trong mười ba tập phim. Vai diễn của Song trong những phim này giúp cô được công nhận tại giải Young Artist Award. Sau 100 Deeds, cô nhận một số vai nhỏ trong các phim truyền hình như 7th Heaven, Judging Amy, ER, Once and Again, The Brothers García, Popular, Bette, The Bernie Mac Show, The Nightmare Room, For the People và George Lopez. Vai diễn của cô trong phim điện ảnh gốc The Ultimate Christmas Present (2000) của Disney Channel giúp cô thắng giải "Nữ diễn viên phụ nhí xuất sắc nhất trong phim điện ảnh truyền hình hài". Phim xoay quanh hai cô bé mới lớn Allison Thompson (Hallee Hirsh) và Samantha Kwan (Song) tìm ra một cỗ máy thời tiết và làm tuyết rơi ở Los Angeles. Vai diễn của cô trong The Bernie Mac Show (2002) đem về cho cô đề cử "Nữ diễn viên nhí khách mời xuất sắc nhất trong loạt phim truyền hình hài". Cùng năm ấy, cô góp mặt trong bộ phim gia đình Like Mike của 20th Century Fox; tác phẩm ấy thu về hơn 60 triệu đô la Mỹ. Bộ phim có sự tham gia của rapper Bow Wow trong vai thiếu niên mồ côi đột nhiên có thể thi đấu bóng rổ cấp độ NBA. Song thì diễn nhân vật Reg Stevens, cô bé mồ côi mười ba tuổi.
Năm 2002, Song ký hợp đồng với Disney và xuất hiện trong phim điện ảnh Get a Clue của Disney Channel (đóng cùng Lindsay Lohan). Song tiếp tục sắm vai khách mời trong các bộ phim hài kịch tình huống ở Disney như That's So Raven và One on One. Cô nhận vai phụ Tia trong loạt phim dài tập Phil of the Future của Disney Channel và đóng được bảy tập phim vào các năm 2004 và 2005. Mùa hè năm 2004, Song hóa thân thành nhân vật Natasha Kwon-Schwartz trong phim điện ảnh gốc Stuck in the Suburbs của Disney Channel. Tập phim ra mắt đã thu về 3,7 triệu người xem. Phim kể về hai thiếu nữ sống ở ngoại ô tình cơ tráo đổi điện thoại di động với một cô ca sĩ thiếu niên nổi tiếng. Năm mười lăm tuổi, cô nhận được thư mời nhập học sớm từ Đại học Harvard song đã từ chối. Cô chia sẻ về quãng thời gian ấy: "Mẹ tôi lần đầu mắc ung thư vú, tôi được chọn vào đóng Suite Life và được nhận vào trường đại học mà mình hằng mong muốn." Cha Song đã khích lệ cô nhận vai trong Suite Life.

### 2005–2009: Đột phá với Disney

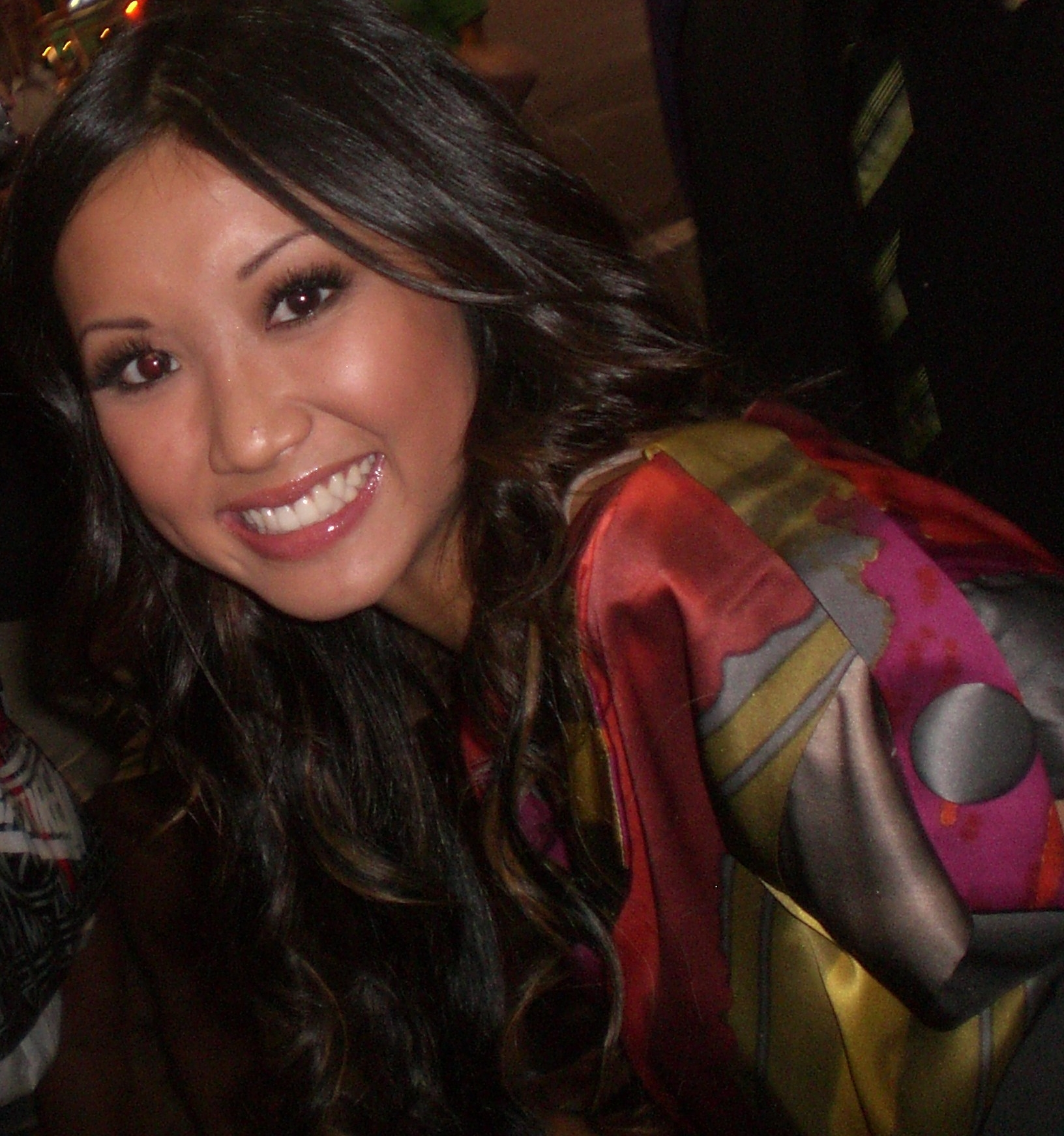
Song tại buổi ra mắt phim The Cheetah Girls: One World vào ngày 12 tháng 8 năm 2008

Năm 2005, Song bắt đầu xuất hiện trong vai cô nàng thừa kế hư đốn London Tipton trong loạt phim The Suite Life of Zack & Cody của Disney Channel. Vai diễn lúc đầu được định để tên là "Paris" nhằm ám chỉ Paris Hilton. Cô nhận vai mà không cần đi thử, Song kể: "London là người trong mộng của tôi, tôi ước mình có thể là cổ. Tôi ước mình có được cái tủ quần áo của cổ." Bộ phim kể về các cư dân và nhân viên tại Khách sạn Tipton hư cấu ở Boston và chủ yếu xoay quanh cặp song sinh chuyên gây rối Zack và Cody Martin (Dylan và Cole Sprouse). Bộ phim được trình chiếu trên Disney Channel vào ngày 18 tháng 3 năm 2005 và nhận được bốn triệu người xem, trở thành tác phẩm ra mắt thành công nhất của Disney Channel vào năm 2005. Bộ phim giành được một giải Young Artist Award (2007) cho "Phim truyền hình (hài) thiếu nhi xuất sắc nhất", nhận các đề cử giải Emmy cho "Chương trình thiếu nhi xuất sắc" (hai lần) và "Vũ đạo xuất sắc nhất", cùng ba đề cử Nickelodeon Kids' Choice Awards cho "Chương trình truyền hình yêu thích" vào các năm 2007, 2008 và 2009. Năm 2006, Song nhận được một đề cử giải Asian Excellence Award cho "Diễn viên mới xuất sắc" nhờ vai diễn của cô trong phim.
Sau màn ra mắt trong loạt Suite Life, Song trở thành nhân tố thường xuyên có mặt trên Disney Channel và đảm nhận vai lồng tiếng trong bộ American Dragon: Jake Long của Disney Channel. Năm 2006, Song có một vai voice-over trong Holidaze: The Christmas That Almost Didn't Happen. Kế đến cô tham gia loạt phim truyền hình trực tiếp tên là London Tipton's Yay Me!. Song nằm trong Disney Channel Circle of Stars, một nhóm diễn viên đến từ nhiều bộ phim truyền hình khác nhau của Disney Channel. Cô có mặt trong bản thu âm và MV bài "A Dream Is a Wish Your Heart Makes", được chọn vào đĩa DVD ấn bản bạch kim đặc biệt Cinderella và phát hành vào tháng 4 năm 2006 trên đĩa CD DisneyMania 4. Trong tập phim the Suite Life có chủ đề High School Musical, Song đã trình bày các bài "Bop To The Top" và "Really Great". "Really Great" trở thành bài nhạc hiệu cho bộ phim truyền hình trực tuyến London Tipton's Yay Me!. Cô hát bài "Bling Is My Favourite Thing" trong một tập khác của Suite Life. Ở những tập phim này, Song cố ý hát tệ nhằm hóa thân thành London Tipton. Năm 2008, Ian Scott sáng tác và sản xuất các bài nháp cho cô; chúng được ghi công cho Mark Jackson Productions.
Vai chính đầu tiên của Song là nhân vật tiêu đề trong bộ phim điện ảnh gốc Wendy Wu: Homecoming Warrior (2006) của Disney Channel; phim đã thu hút hơn 5,7 triệu khán giả sau buổi đầu lên sóng. Song lúc đầu định đóng vai phụ, song được mời vào vai chính sau khi bắt đầu tập luyện võ thuật. Lydia Cook (một trong những đạo diễn của phim) nhận xét: "Cô ấy sở hữu sự kết hợp hoàn hảo của trí tuệ và võ thuật." Bộ phim kể về cuộc sống của một thiếu nữ người Mỹ gốc Hoa bị đảo lộn sau chuyến ghé thăm của một nhà sư trẻ người Hoa (Koyamada Shin); phim còn nhắc tới văn hóa và di sản của Wendy. Gary Marsh (phó giám đốc điều hành của Disney Channel) gọi tác phẩm là "Buffy the Vampire Slayer kết hợp với Ngoại hổ tàng long" và nhận xét về Song: "Cô bé cực kỳ tài năng và thông minh. Cổ mang thêm tính đa dạng tới kênh của chúng tôi, và cổ là một đứa nhóc thật sự." Song thấy rằng mình có thể liên hệ những nỗi khó của nhân vật với di sản của cô vì cô ấy chưa biết nhiều về dân tộc mình trước khi làm phim. Nhằm quảng bá cho tác phẩm, cô tạo dáng chụp hình trên bìa các ấn phẩm Seventeen, Teen People, Teen, Seventeen Malaysia và nhiều tạp chí khác, đồng thời đi du lịch đến Malaysia, Singapore và Costa Rica. Bộ phim nhận được những đánh giá tích cực từ giới phê bình. UltimateDisney.com nhận định phim là "màn thể hiện tài năng tuyệt vời của Brenda Song cả về mặt diễn xuất và võ thuật." Allmovie miêu tả Song là một "người có ngoại hình lôi cuốn và quyến rũ". Song thực hiện hầu hết cảnh đóng thế trong phim với sự hướng dẫn của Sakamoto Koichi. Theo The New York Times, bộ phim đã trở thành "bệ phóng ngôi sao" cho Song.

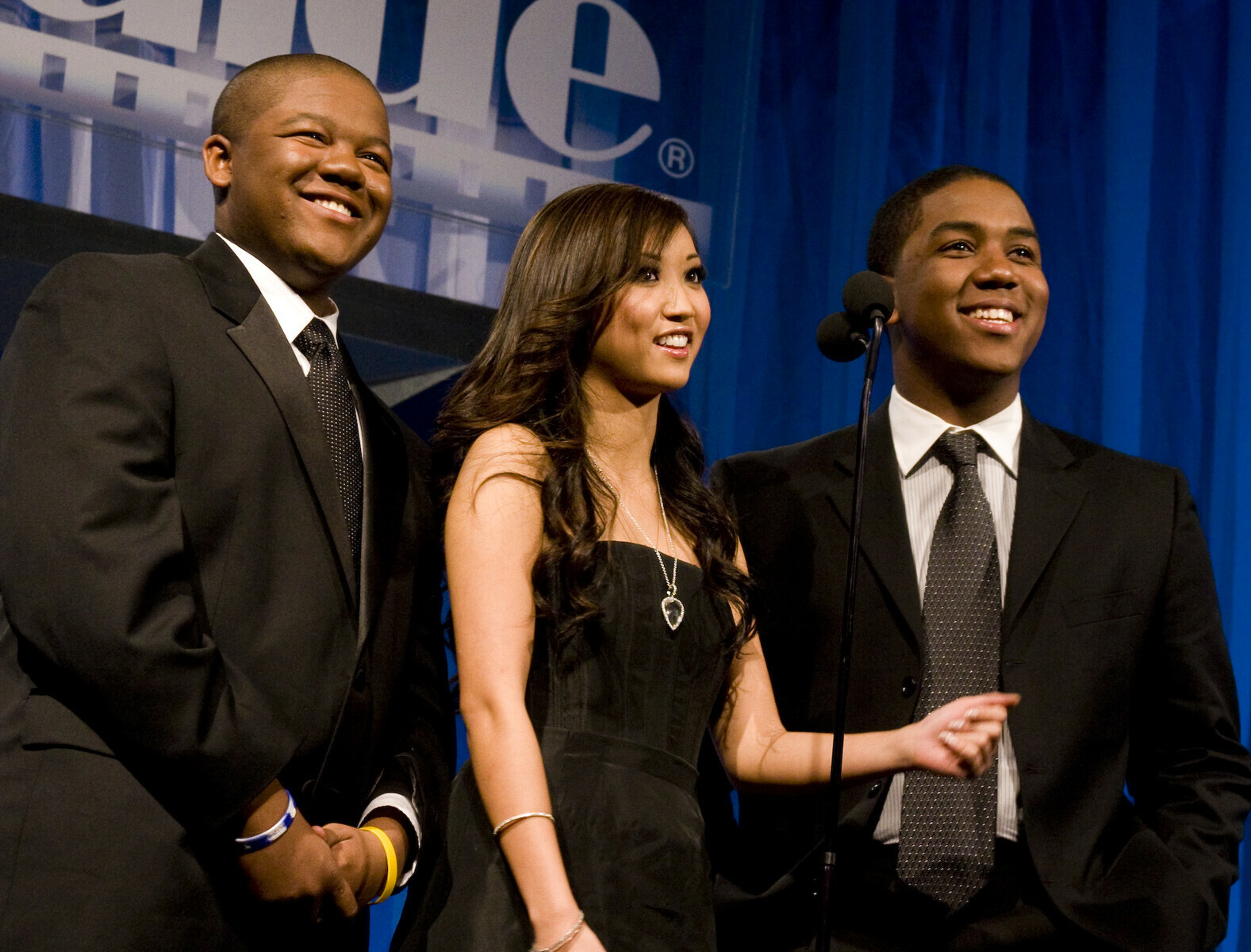
Song (giữa) bên cạnh Kyle (trái) và Christopher Massey (phải) tại lễ trao giải Movieguide Awards 2009.

Song tái nhận vai London Tipton trong bộ ngoại truyện của Suite Life mang tên The Suite Life on Deck. Buổi chiếu ra mắt của bộ phim trên Disney Channel thu hút 5,7 triệu người xem, và trở thành bộ phim truyền hình ra mắt có nhiều người xem nhất trên kênh Family Channel của Canada. Disney gia hạn thêm mùa thứ hai và mùa ba cho bộ phim. Song còn đóng vai Paige trong loạt phim hoạt hình đặc biệt "Macy's Presents Little Spirit: Christmas in New York" của NBC. Cuối năm 2008, Song có một màn xuất hiện đặc biệt tại buổi khai mạc lớn của RTA HealthLine tại Cleveland. Tháng 5 năm 2009, dàn diễn viên của 'The Suite Life' trở thành những nhân vật lên sóng liên tục dài nhất của Disney Channel trên màn ảnh nhỏ. Câu chuyện về bộ phim ghi trên trang bìa của MSN (2009): "Song là một trong những lý do chính mà loạt phim "Suite Life" vẫn là một trong những bộ phim thành công và có lượt rating cao nhất  trong các phim của Disney." Cũng trong năm 2009, cô đóng trong phim điện ảnh truyền hình Special Delivery -tác phẩm nói về một người đưa tin ngoại quan tên Maxine (Lisa Edelstein) và cô thiếu nữ gặp rắc rối tên Alice (Song). Daily Record đánh giá đây là một "tác phẩm hài đáng yêu". Ấn phẩm Urban CineFilm của Úc chấm Song một bài đánh giá tích cực cho màn thể hiện của cô trong phim. Song còn xuất hiện trong phim điện ảnh College Road Trip với Raven-Symoné và Martin Lawrence.

### 2008–nay: Phim điện ảnh và truyền hình đại chúng
Tháng 12 năm 2008, Song bắt đầu ghi hình phim điện ảnh khoa học viễn tưởng/vũ đạo Boogie Town ở Los Angeles. Bộ phim kể lại vở bi kịch Romeo và Juliet và lấy bối cảnh ở thành phố New York vị lai nơi các trận thi đấu vũ đạo bị cấm vĩnh viễn. Song thủ vai nữ chính Natalie. Bộ phim ra rạp vào tháng 10 năm 2011.
Năm 2010, Song gia nhập dàn diễn viên trong phim The Social Network của Columbia Pictures bên cạnh Jesse Eisenberg, Andrew Garfield và Justin Timberlake. Song thủ vai Christy Lee, sinh viên Đại học Harvard hẹn hò với Eduardo Saverin (Andrew Garfield). Năm 2012, Song tham gia phim ngắn First Kiss cùng với Joseph Mazzello (bạn diễn trong Social Network). First Kiss được trình chiếu ở nhiều liên hoan phim khắp Hoa Kỳ và thắng giải Phim ngắn xuất sắc nhất tại Liên hoan phim Omaha và Liên hoan phim TriMedia. Năm 2012 và 2013, Song sắm vai phụ trong phim truyền hình Scandal ở mùa đầu tiên và mùa hai. Năm 2013, Song nhận vai phụ Daisy trong New Girl. Tháng 8 năm 2013, Song được chọn vào vai chính trong phim truyền hình Dads của Fox, trong phim Song thủ vai Veronica. Tập thí điểm của bộ phim bị các nhóm giám sát người Mỹ gốc Á phê phán vì nhân vật của Song diện một bộ đồ "nữ sinh châu Á gợi cảm" theo định kiến, bị họ xem là "phân biệt chủng tộc". Trong một buổi phỏng vấn với Entertainment Weekly, Song bảo vệ bộ phim và phủ nhận các cáo buộc phân biệt chủng tộc. Fox từ chối tái ghi hình các cảnh phim. Bộ phim ra mắt vào ngày 17 tháng 9 năm 2013, song vào tháng 5 năm 2014, Fox hủy chiếu bộ phim chỉ sau một mùa.
Tháng 10 năm 2014, Song ký hợp đồng giữ chân tài năng với Fox và 20th Century Fox Television để đóng trong một dự án truyền hình. Tháng 4 năm 2015, Song được chọn vào dàn vai chính trong tập thí điểm loạt phim hài Take It From Us của NBC. Tháng 11 năm 2015, Song được chọn đóng vai Bonnie trong loạt phim Life in Pieces. Tháng 2 năm 2016, Song tham gia tập thí điểm phim Bunker Hill của CBS. Sau khi đổi tên thành Pure Genius, bộ phim được CBS thu nhận và phát sóng trong mùa truyền hình 2016-2017, song bị hủy sau một mùa. Tháng 3 năm 2017, Song được chọn vào dàn diễn viên chính trong tập thí điểm Real Life của CBS. Cô cũng góp mặt trong dàn diễn viên đóng tác phẩm đầu tay của Seth Green là Changeland. Tháng 8 năm 2017, một nguồn tin cho hay Song sẽ tham gia phim điện ảnh dịp nghỉ lễ gốc đầu tiên của Freeform (Angry Angel), ra mắt vào ngày 18 tháng 11 năm 2017. Tháng 3 năm 2018, một nguồn tin khác tiết lộ Song sẽ tham gia dàn diễn viên của loạt phim mới Station 19 với một tiểu phần gồm nhiều tập. Tháng 12 năm 2018, Song được xác nhận tham gia dự án giật gân tâm lý Secret Obsession của Netflix. Bộ phim được phát hành vào ngày 18 tháng 7 năm 2019. Tháng 1 năm 2019, Song tham gia dự án truyền hình Dollface của Hulu cùng Kat Dennings. Từ năm 2019 đến 2022, cô lồng tiếng Anne Boonchuy trong loạt phim hoạt hình Amphibia của Disney. Tháng 6 năm 2019, cô đóng trong bộ phim điện ảnh Changeland của Seth Green. Cô còn sắm vai khách mời trong MV ca khúc "Star Maps" của Aly & AJ trích từ đĩa EP Sanctuary (2019) của họ.
Năm 2022, Song bắt đầu xuất hiện trong bộ phim hoạt hình The Proud Family: Louder and Prouder với vai lồng tiếng người đưa tin Vanessa Vue. Cùng năm, cô đảm nhiệm vai chính Alexa trong bộ phim điện ảnh gốc Love Accidentally của Amazon Freevee. Radhika Menon của tờ Decider viết: "bộ phim sử dụng Brenda Song quá ít so với mong đợi." Cũng trong năm ấy, cô có mặt trong dàn diễn viên đông đảo trong trò chơi kinh dị The Quarry.

## Đời tư
Từ năm 2010 đến 2017, Song có mối quan hệ tan-hợp với nhạc sĩ Trace Cyrus; cô đính hôn với anh từ năm 2011 đến 2012. Năm 2017, Song chia sẻ rằng mình đang có quan hệ tình cảm với nam diễn viên Macaulay Culkin. Con trai đầu lòng của họ chào đời vào ngày 5 tháng 4 năm 2021. Con trai thứ hai của Song và Culkin chào đời vào tháng 12 năm 2022.

## Trên truyền thông
Năm 2005, một bài viết có nhan đề "Maths Spotlight on... Brenda Song" trên Scholastic Math ghi những sự thật về Song và cách mà cô dạy làm toán. Song xuất hiện cùng Paula Abdul và một số người nổi tiếng khác trong quảng cáo của "Our Time to Vote" nhằm khuyến khích công dân Mỹ đi bầu cử tại cuộc bầu cử tổng thống Hoa Kỳ 2008. Năm 2006, CosmoGirl tôn vinh Song là "Nữ hoàng của Disney" nhờ những đóng góp lớn của cô trên Disney Channel. Song xếp thứ chín trong cuộc bầu chọn "Top 10 cô nàng xinh đẹp nhất làng giải trí" (2007) của Netscape, có mặt trong "Top 20 ngôi sao truyền hình tuổi teen" của AOL, và xếp thứ ba trong danh sách Asian Hot 100 (2008) của Maxim. Song cũng được liệt ở hạng 45 trong danh sách "Top 100 người nổi tiếng dưới 25 tuổi" của AIM. TV Guide liệt tên cô trong danh sách "13 sao trẻ hấp dẫn nhất cần phải xem" (2008). Tháng 4 năm 2008, một bức hình chụp Song được dùng để quảng cáo cho một công ty gái gọi trên LA Weekly. Đại diện của Disney chia sẻ về sự việc với TMZ.com, "Đây là hành một hành vi sử dụng trái phép hình ảnh Song và luật sư riêng của cô ấy đã trình đơn yêu cầu công ty quảng cáo dừng hoạt động." Song cũng đâm đơn kiện tội phỉ báng nhằm đòi bồi thường thiệt hại 100.000 đô la Mỹ. Song chia sẻ: "Là hình mẫu cho hàng triệu thanh thiếu niên, tôi cảm thấy mình phải đứng lên chống lại công ty kia về vụ trục lợi hình ảnh của tôi." Vụ dàn xếp ngoài tòa được công bố vào tháng 3 năm 2009.
Năm 2009, Song có mặt trong danh sách "Ngôi sao đang lên" của Celebuzz và được miêu tả là một trong "những ngôi sao trẻ đang lên triển vọng nhất của Hollywood". Năm 2009, trang blog Angry Asian Man ghi danh cô là một trong những người Mỹ gốc Á dưới ba mươi tuổi giàu sức ảnh hưởng nhất. Năm 2009, Song tham gia sự kiện "Diet Pepsi Easter Holiday House". Cô trang trí một quả trứng tại sự kiện và nó được bán đấu giá trực tiếp để quyên góp cho tổ chức Feeding America. Năm 2006, Song làm MC cho chương thời trang từ thiện thường niên "A World Of Change" để ủng hộ Optimist Youth Homes & Family Services (tạm dịch: Dịch vụ gia đình và ngôi nhà thiếu niên lạc quan). Cô còn ủng hộ Thử thách ung thư L.A. thường niên lần thứ mười. Năm 2008, Song có mặt trong "Power of Youth carnival" - nhóm làm từ thiện cho Bệnh viện nghiên cứu nhi khoa St. Jude. Năm 2006 và 2007, cô tham gia Ngày thiếu nhi khỏe mạnh của YMCA (YMCA Healthy Kids Day) ở Chicago. Cô bắt đầu dẫn một chương trình thường nhật đặc biệt của Disney có tên là Pass the Plate vào năm 2007, trong chương trình cô giúp đỡ trẻ nhỏ và gia đình chúng tìm hiểu thêm về dinh dưỡng và thực phẩm lành mạnh. Chương trình được sản xuất ở mười quốc gia hợp tác với Disney Channel.
Song là người phát ngôn cho chiến dịch môi trường của Disney mang tên Disney's Friends for Change. Cô có mặt trong một số quảng cáo cho chiến dịch này trên Disney Channel. Mục tiêu của chiến dịch là giải thích trẻ em có thể gìn giữ Trái Đất ra sao và mời chúng tới website của Friends for Change để đăng nhập và cam kết, rồi trao chúng cơ hội để giúp Disney lựa chọn sẽ đầu tư một triệu đô la Mỹ trong các chương trình môi trường ra sao. Năm 2010, cô là người nổi tiếng đại diện cho tàu du lịch Disney Cruise Line của Walt Disney Company. Năm 2011, cô cũng là người phát ngôn cho thương hiệu quần áo OP.

## Danh sách phim

### Điện ảnh
| Năm  | Tựa phim                     | Vai diễn                   | Ghi chú                              |
| ---- | ---------------------------- | -------------------------- | ------------------------------------ |
| 1995 | Requiem                      | Young Fong                 | Phim ngắn                            |
| 1996 | Santa with Muscles           | Susan                      |                                      |
| 1997 | Leave It to Beaver           | Susan Akatsu               |                                      |
| 1998 | Blade                        | Đứa trẻ bị bắt làm con tin | Không đề tên                         |
| 1999 | The White Fox                | Sandy                      | Phim ngắn                            |
| 2002 | Like Mike                    | Reg Stevens                |                                      |
| 2006 | Wendy Wu: Homecoming Warrior | Wendy Wu                   | Vai chính                            |
| 2008 | College Road Trip            | Nancy                      |                                      |
| 2009 | Boogie Town                  | Natalie                    |                                      |
| 2010 | The Social Network           | Christy Lee                |                                      |
| 2010 | Little Sister                | Storyteller                |                                      |
| 2011 | The Little Engine That Could | Shiny Passenger Train      | Lồng tiếng, phim tải thẳng lên video |
| 2011 | Cinnamon                     | Cinnamo                    | Lồng tiếng, phim tải thẳng lên video |
| 2012 | First Kiss                   | Samantha                   | Phim ngắn                            |
| 2019 | Changeland                   | Pen                        |                                      |
| 2019 | Secret Obsession             | Jennifer Allen Williams    |                                      |
| 2020 | Bobbleheads: The Movie       | Kelani                     | Lồng tiếng, phim tải thẳng lên video |
| 2022 | Love Accidentally            | Alexa                      | phim gốc của Amazon Freevee          |

### Truyền hình
| Năm        | Tựa phim                                             | Vai diễn              | Ghi chú                                                         |
| ---------- | ---------------------------------------------------- | --------------------- | --------------------------------------------------------------- |
| 1994–1995  | Thunder Alley                                        | Kathy                 | 2 tập                                                           |
| 1995       | Fudge                                                | Jennie                | 2 tập                                                           |
| 1999       | Once and Again                                       | Chrissy               | Tập: "There Be Dragons"                                         |
| 1999       | MADtv                                                | Trick-or-Treater      | Tập: "Halloween Special Edition"                                |
| 1999       | Popular                                              | Mandy Shepherd        | Tập: "Fall on Your Knees"                                       |
| 2000–2002  | 100 Deeds for Eddie McDowd                           | Sariffa Chung         | Vai chính; 19 tập                                               |
| 2000       | 7th Heaven                                           | Cynthia               | 2 tập                                                           |
| 2000       | The Ultimate Christmas Present                       | Samantha Kwan         | Phim điện ảnh gốc của Disney Channel                            |
| 2000       | The Brothers García                                  | Jenny                 | Tập: "Love Me Tender"                                           |
| 2001       | Bette                                                | Stacey                | Tập: "The Invisible Mom"                                        |
| 2001       | ER                                                   | Lynda An              | Tập: "Fear of Commitment"                                       |
| 2001       | Judging Amy                                          | Vanessa Pran          | Tập: "Darkness for Light"                                       |
| 2002       | The Bernie Mac Show                                  | Shannon               | Tập: "The King and I"                                           |
| 2002       | The Nightmare Room                                   | Tessa                 | Tập: "Dear Diary, I'm Dead"                                     |
| 2002       | George Lopez                                         | Jennifer              | Tập: "Token of Unappreciation"                                  |
| 2002       | Get a Clue                                           | Jennifer              | Phim điện ảnh gốc của Disney Channel                            |
| 2002       | For the People                                       | Ellie                 | Tập: "The Double Standard"                                      |
| 2003       | That's So Raven                                      | Amber                 | Tập: "A Dog by Any Other Name"                                  |
| 2003       | Lilo & Stitch: The Series                            | Mitzi Suzuki          | Lồng tiếng, 2 tập                                               |
| 2003       | One on One                                           | Asoniti               | Tập: "Keeping It"                                               |
| 2004–2005  | Phil of the Future                                   | Tia                   | 8 tập                                                           |
| 2004       | Costume Party Capers: The Incredibles                | Alex                  | Lồng tiếng, phim điện ảnh truyền hình                           |
| 2004       | Stuck in the Suburbs                                 | Natasha Kwon-Schwartz | Phim điện ảnh gốc của Disney Channel                            |
| 2005–2008  | The Suite Life of Zack & Cody                        | London Tipton         | Vai chính; 85 tập                                               |
| 2006       | Wendy Wu: Homecoming Warrior                         | Wendy Wu              | Phim điện ảnh gốc của Disney Channel; đồng sản xuất             |
| 2006       | Holidaze: The Christmas That Almost Didn't Happen    | Treat                 | Lồng tiếng, phim điện ảnh truyền hình                           |
| 2006       | American Dragon: Jake Long                           | Cheerleader Tracey    | Lồng tiếng, tập: "Bring It On"                                  |
| 2007       | The Emperor's New School                             | Dancing Queen         | Lồng tiếng, tập: "The Emperor's New Tuber/Room for Improvement" |
| 2008       | Macy's Presents Little Spirit: Christmas in New York | Paige                 | Phim điện ảnh truyền hình                                       |
| 2008       | Special Delivery                                     | Alice Cantwell        | Phim điện ảnh truyền hình                                       |
| 2008–2011  | The Suite Life on Deck                               | London Tipton         | Vai chính; 71 tập                                               |
| 2009       | Phineas and Ferb                                     | Wendy                 | Lồng tiếng, tập: "Unfair Science Fair"                          |
| 2009       | Wizards of Waverly Place                             | London Tipton         | Tập: "Cast-Away (to Another Show)"                              |
| 2009       | Hannah Montana                                       | London Tipton         | Tập: "Super(stitious) Girl"                                     |
| 2011       | The Suite Life Movie                                 | London Tipton         | Phim điện ảnh gốc của Disney Channel                            |
| 2011       | Pixie Hollow Games                                   | Chloe                 | Lồng tiếng, phim truyền hình tập đặc biệt của Disney Channel    |
| 2012       | Key & Peele                                          | Purple Falcon         | Tập: "Power Falcons"                                            |
| 2012–2013  | Scandal                                              | Alissa                | Vai phụ; 4 tập                                                  |
| 2013       | New Girl                                             | Daisy                 | Vai phụ; 4 tập                                                  |
| 2013–2014  | Dads                                                 | Veronica              | Vai chính; 19 tập                                               |
| 2014, 2018 | Robot Chicken                                        | Nhiều vai lồng tiếng  | 2 tập                                                           |
| 2014       | The League                                           | Rosette               | Tập: "The Hot Tub"                                              |
| 2015       | Miles from Tomorrowland                              | Frida                 | Lồng tiếng, 3 tập                                               |
| 2016       | Life in Pieces                                       | Bonnie                | Tập: "Bite Flight Wing-Man Bonnie"                              |
| 2016–2017  | Pure Genius                                          | Angie Cheng           | Vai chính; 13 tập                                               |
| 2016       | Freaktown                                            | B-1000                |                                                                 |
| 2017       | Superstore                                           | Kristen               | 2 tập                                                           |
| 2017       | Angry Angel                                          | Allison Pyke          | Phim điện ảnh truyền hình của Freeform                          |
| 2018–2020  | Station 19                                           | JJ                    | Vai phụ; 10 tập                                                 |
| 2019–2022  | Amphibia                                             | Anne Boonchuy         | Lồng tiếng, vai chính                                           |
| 2019–2022  | Dollface                                             | Madison Maxwell       | Vai chính; 20 tập                                               |
| 2020       | The Eric Andre Show                                  | Herself               | Tập: "The ASAP Ferg Show"                                       |
| 2022       | The Proud Family: Louder and Prouder                 | Vanessa Vue           | Lồng tiếng, 2 tập                                               |
| 2022       | Chibiverse                                           | Anne Boonchuy         | Lồng tiếng, tập: "Bad Luck Chibis"                              |
| 2022–nay   | Hamster & Gretel                                     | Lồng tiếng phụ        |                                                                 |
| 2023       | Blue Eye Samurai                                     | Công chúa Akemi       | Lồng tiếng                                                      |

### Trò chơi video
| Năm  | Tựa game   | Vai diễn   | Ghi chú                                       |
| ---- | ---------- | ---------- | --------------------------------------------- |
| 2022 | The Quarry | Kaitlyn Ka | Lồng tiếng, ghi hình chuyển động và chân dung |

### Phim truyền hình mạng
| Năm       | Tựa phim                                       | Vai diễn      | Ghi chú                                  |
| --------- | ---------------------------------------------- | ------------- | ---------------------------------------- |
| 2007–2011 | London Tipton's Yay Me! Starring London Tipton | London Tipton | Phim truyền hình mạng; 3 tập             |
| 2019      | Teen Girl in a Frog World                      | Anne Boonchuy | Lồng tiếng, phim truyền hình mạng; 4 tập |